# Crothersville (Indiana)
Crothersville es un pueblo ubicado en el condado de Jackson en el estado estadounidense de Indiana. En el Censo de 2010 tenía una población de 1591 habitantes y una densidad poblacional de 537,91 personas por km².

## Geografía
Crothersville se encuentra ubicado en las coordenadas 38°47′41″N 85°50′23″O / 38.79472, -85.83972. Según la Oficina del Censo de los Estados Unidos, Crothersville tiene una superficie total de 2.96 km², de la cual 2.96 km² corresponden a tierra firme y (0%) 0 km² es agua.

## Demografía
Según el censo de 2010, había 1591 personas residiendo en Crothersville. La densidad de población era de 537,91 hab./km². De los 1591 habitantes, Crothersville estaba compuesto por el 96.23% blancos, el 0.19% eran afroamericanos, el 0.31% eran amerindios, el 0.44% eran asiáticos, el 0% eran isleños del Pacífico, el 1.32% eran de otras razas y el 1.51% pertenecían a dos o más razas. Del total de la población el 2.14% eran hispanos o latinos de cualquier raza.